# رايموند هايت
رايموند هايت (بالإنجليزية: Raymond Hyatt)‏ هو سياسي أسترالي، ولد في 28 يوليو 1893، وتوفي في 29 مارس 1969 في بالارات في أستراليا. حزبياً، نشط في حزب العمال الأسترالي. وقد انتخب عضو الجمعية التشريعية فيكتوريا وانتخب عضو الجمعية التشريعية فيكتوريا عن دائرة Electoral district of Warrenheip and Grenville ‏ (12 يونيو 1943 – 3 أكتوبر 1945).